# Arthur James Herbert (General)
Sir Arthur James Herbert, KCB (Geburtsname: Arthur James Jones; * 21. Januar 1820 in Llansantffraed, Monmouthshire, Wales; † 24. November 1897 in Kensington, London) war ein britischer Offizier der British Army, der als General zwischen 1882 und 1887 Generalquartiermeister (Quartermaster-General to the Forces) war.

## Leben
Arthur James Jones war der zweite Sohn von John Arthur Jones und Lady Harriet Plunkett, Tochter von Arthur Plunket, 8. Earl of Fingall. und Schwester von Arthur Plunkett, 9. Earl of Fingall. Sein älterer Bruder John Arthur Edward Herbert war Deputy Lieutenant einer Grafschaft. 1839 trat er als Leutnant (Second Lieutenant) in das 23. Walisische Füsilierregiment (Royal Welch Fusiliers 23rd Regiment of Foot) ein und fand in den folgenden Jahren zahlreiche Verwendungen und als Offizier und Stabsoffizier. Am 20. September 1848 änderte die Familie mit Königlicher Lizenz (Royal Licence) ihren Namen und nahm den alten Familiennamen Herbert an. Nach seiner Beförderung zum Major 1854 nahm er am Krimkrieg teil. Nach Kriegsende wurde er 1856 stellvertretender Generalquartiermeister der britischen Truppen auf den Ionischen Inseln und im Anschluss Assistierender Generaladjutant im Hauptquartier. Für seine Verdienste wurde er 1867 Companion des Order of the Bath (CB).
Im April 1873 wurde Herbert als Generalmajor (Major-General) Kommandeur der 3. Brigade und hatte diesen Posten bis April 1876 inne. Anschließend war er als Generalleutnant (Lieutenant-General) zwischen April 1876 und April 1878 Befehlshaber des Militärdistrikts Dublin (General Officer Commanding, Dublin District). Zuletzt wurde er als General im April 1882 Nachfolger von General Sir Garnet Wolseley Generalquartiermeister (Quartermaster-General to the Forces) und verblieb auf diesem Posten bis Juni 1887, woraufhin General Sir Redvers Buller ihn ablöste. Am 24. November 1882 wurde er zum Knight Commander des militärischen Zweiges des Order of the Bath (KCB (Mil)) geschlagen und führte seither den Namenszusatz „Sir“. Mit Erreichen der Altersgrenze von 67 Jahren schied er im Juni 1887 aus dem aktiven Militärdienst und trat in den Ruhestand.